# Frontières de Nauru

Carte des zones économiques exclusives autour de Nauru.

Les frontières de Nauru sont exclusivement maritimes et situées dans l'océan Pacifique. Elles délimitent les zones économiques exclusives de Nauru avec celles des Kiribati et des Îles Marshall. Elles se composent de deux tronçons rectilignes avec les Îles Marshall au nord et les Kiribati à l'est, ces deux segments formant un tripoint avec la frontière entre les Kiribati et les Îles Marshall au nord-est de Nauru. À l'ouest et au sud, la zone économique exclusive de Nauru est délimitée par les eaux internationales au-delà des 200 milles marins.